# Zoltán Kemény

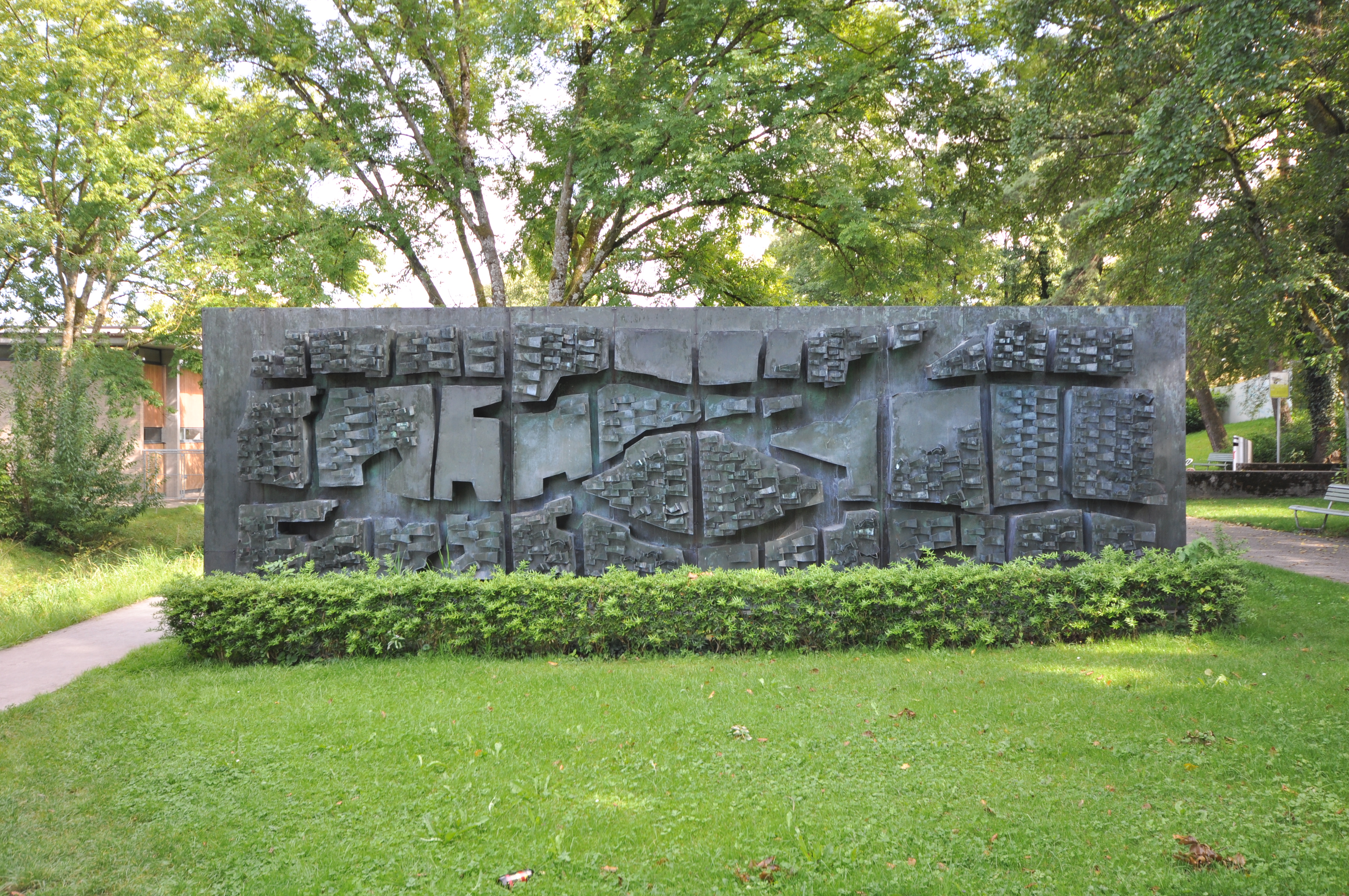
Mauer Nr. 3 von Zoltan Kemeny

Zoltán Kemény (ur. 21 marca 1907 w miejscowości Bănița, zm. 14 czerwca 1965 w Zurychu) – szwajcarski rzeźbiarz, malarz i projektant węgierskiego pochodzenia.

## Życiorys
W latach 1924–1927 studiował architekturę, a w latach 1927–1930 malarstwo na Węgierskim Uniwersytecie Sztuk Pięknych w Budapeszcie. W 1930 wyjechał do Paryża, gdzie pracował jako projektant sztuki użytkowej i mody. W 1942 osiedlił się w Zurychu. Nadal zajmował się projektowaniem mody i wzornictwem przemysłowym, uprawiał też malarstwo i kolaż. W 1946, pod wpływem Jeana Dubuffeta zaczął tworzyć reliefy. W 1950 stworzył swoje pierwsze płaskorzeźby luminescencyjne, umieszczając elektryczne oświetlenie za taflą szkła, służącego jako podpora dla innych materiałów. W 1954 wykonał pierwsze metalowe płaskorzeźby. W 1957 otrzymał obywatelstwo szwajcarskie. W 1960 zrezygnował z pracy w modzie i całkowicie poświęcił się rzeźbie.

## Twórczość
Metal był jego głównym medium, w którym pracował i które przyniosło mu międzynarodowe uznanie. Wykorzystywał gotowe prefabrykaty i wyroby, takie jak gwoździe, sprężyny, druty, rury itp. Tworzył abstrakcyjne, strukturalne kompozycje reliefowe, łączące efekty rzeźbiarstwa i malarstwa (Images en relief). Był autorem m.in. dekoracji foyer teatru we Frankfurcie nad Menem (1963). W 1964 otrzymał główną nagrodę za rzeźbę na Biennale w Wenecji.